# San José Carpinteros
San José Carpinteros är en ort i Mexiko.   Den ligger i kommunen Tepeaca och delstaten Puebla, i den sydöstra delen av landet, 140 km öster om huvudstaden Mexico City. San José Carpinteros ligger 2 262 meter över havet och antalet invånare är 2 316.
Terrängen runt San José Carpinteros är platt åt sydväst, men åt nordost är den kuperad. Terrängen runt San José Carpinteros sluttar söderut. Runt San José Carpinteros är det ganska tätbefolkat, med 120 invånare per kvadratkilometer. Närmaste större samhälle är Amozoc de Mota, 15,1 km väster om San José Carpinteros. Omgivningarna runt San José Carpinteros är en mosaik av jordbruksmark och naturlig växtlighet.